# Philippe Soupault
Philippe Soupault (2. srpna 1897, Chaville, Francie – 12. března 1990, Paříž) byl francouzský dadaistický a surrealistický básník, spisovatel a dramatik.

## Život
Vyrůstal v bohaté rodině, hodně cestoval.
Spolu se svými přáteli André Bretonem a Louisem Aragonem patřili k předním osobnostem hnutí Dada. Spolu také v roce 1919 založili literární revui Littérature, ve které byly otištěny první surrealistické texty.

### Soupault a Praha
V roce 1927 navštívil spolu s Léonem Pierre-Quintem Prahu, kde se spřátelil se členy Devětsilu. Ve stejném roce napsal též báseň Do Prahy.

## Dílo
V mládí jej ovlivnili Arthur Rimbaud, Comte de Lautréamont, Rainer Maria Rilke a Walt Whitman.
V roce 1919 napsali spolu s André Bretonem sbírku Les Champs magnétiques (Magnetická pole), což byla první kniha automatických textů.
Během druhé světové války pracoval jako reportér. V pracích z této doby opouští surrealismus.
Jeho dramatická tvorba neměla výraznější ohlas.

## Spisy (výběr)

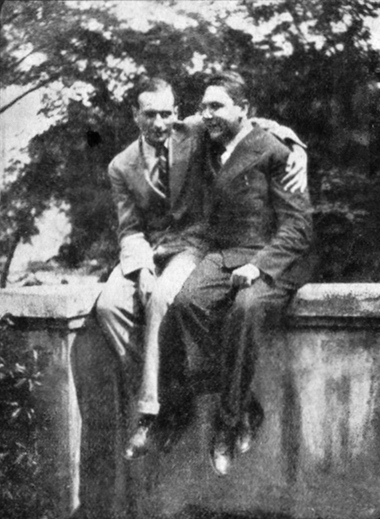
Philippe Soupault (vlevo) a Vítězslav Nezval, Praha 1927

- Les Champs magnétiques (1919, Magnetická pole) – básně, spolu s André Bretonem
- Rose des vents (1920, Větrná růže)
- Westwego (1922) – básně
- Le Bon Apôtre (1923, Dobrý apoštol) – román
- Les Frères Durandeau (1924, Bratři Durandeau) – román
- Le Voyage d'Horace Pirouelle (1925, Cesta Horáce Pirouella) – román
- En joue!  (1926, K líci zbraň!) – román
- Georgia (1926) – básně
- Le Nègre (1927, Negr) – román
- Les Moribonds (1934, Umírající) – román
- L'Ode à Londres bombardée (1944, Óda na bombardovaný Londýn) – básně
- Le Temps des assassins (1945, Čas vrahů) – eseje
- L'Arme secrète (1946, Tajná zbraň) – básně
- Mémoires de l'oubli (1981, 1986, 1997 Paměti zapomnění) – vzpomínky, tři díly

### Dramata
- S'il vous plaît (1920, Račte) – skeč, spolu s André Bretonem, základní text surrealistického divadla
- La Fille qui faisait des miracles (1951, Dívka, která konala zázraky)
- Le Rossignol de l'empereur (1957, Císařův slavík)

### České překlady
- Bratři Durandeau, překlad Jarmila Fastrová, Praha : J. Fromek, 1926 – román
- K líci zbraň!, překlad Josef Heyduk, KDA, svazek 184, Praha : Kamilla Neumannová, 1926 – román
- Negr, překlad Marie Hoffmeistrová, Praha : Aventinum, Otakar Štorch-Marien, 1928 – román
- Snová zavazadla, překlad Zdeněk Lorenc, Jinočany : nakladatelství H+H, 1999, ISBN 80-86022-55-2 – výbor z básnického díla